# Sydmanchuriska järnvägen
Sydmanchuriska järnvägen, även känd som SMR och under sin japanska förkortning Mantetsu, var en del av Östra kinesiska järnvägen som byggdes i Manchuriet av Ryska imperiet åren 1898-1903 och löpte mellan Harbin och Port Arthur.

SMR:s flagga.

Efter det ryska nederlaget i det rysk-japanska kriget avträddes järnvägen till Japan i freden i Portsmouth den 5 september 1905. Japan fick också jurisdiktion över järnvägszonen som sträckte sig 62 meter ömse sidor om järnvägen. Den 7 juni 1906 ombildade den japanska regeringen järnvägen till ett eget järnvägsföretag, Minami Manshu Tetsudo Kabushiki-kaisha.
Eftersom japanska medborgare och företag hade exterritoriella rättigheter i Kina kom den sydmanchuriska järnvägen att åtnjuta en särställning i Manchuriet och skyddades av japanska trupper i regionen och en egen polisstyrka. Efter 1916 började företaget satsa på en rad binäringar som stål, keramik, olja och spannmål, och blev centrum för ett japanskt affärsimperium i regionen. Fram till 1925 bedrev man även de koreanska järnvägarna. 

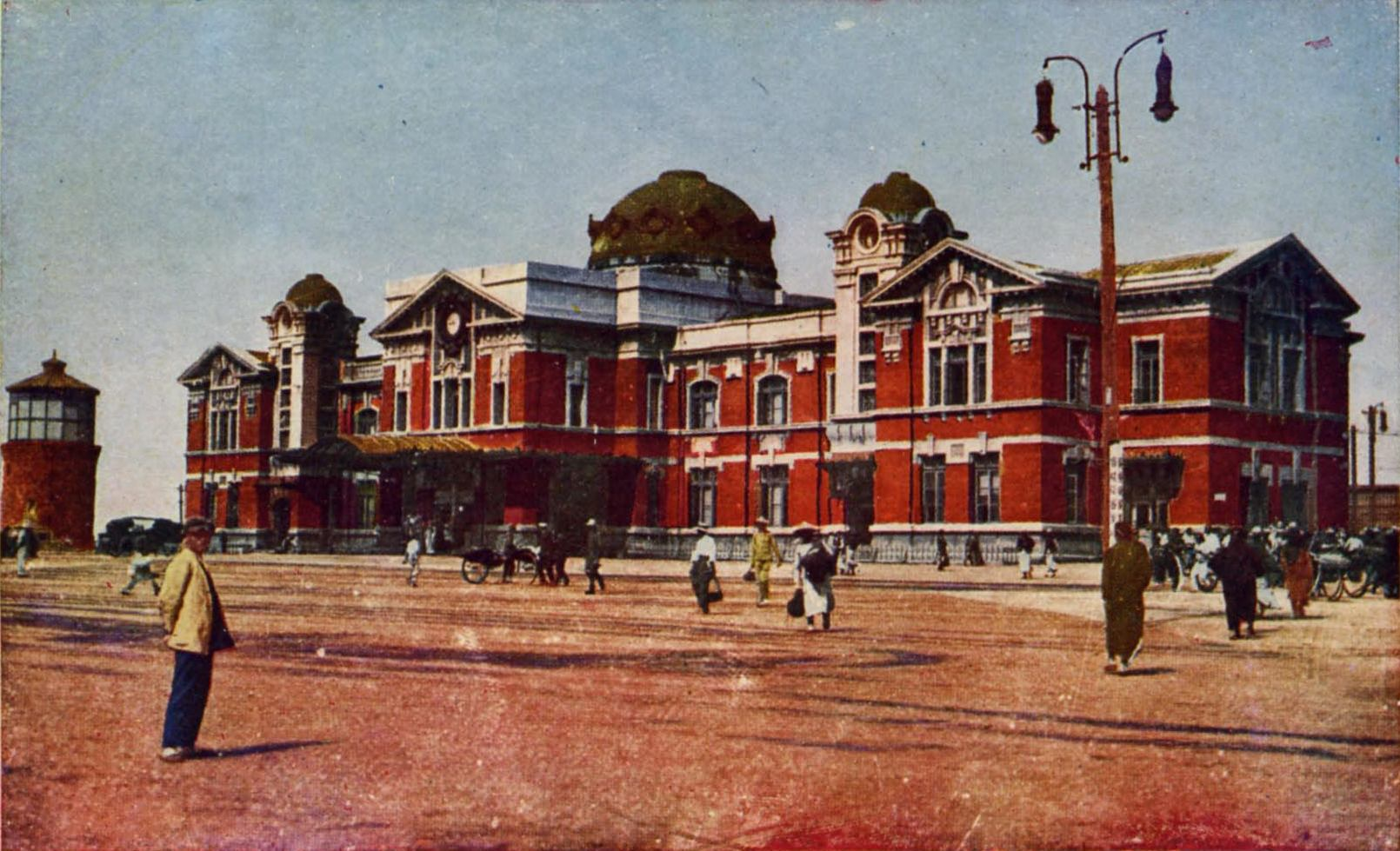
Stationshuset i Mukden.

Changchun förblev centrum spårviddsväxling mellan normalspår och ryskt bredspår ända in på 1930-talet, då den Sydmanchuriska järnvägen tog över hela den Östra kinesiska järnvägen och konverterade den till normalspår.
Efter den japanska lydstaten Manchukuos bildande 1931 fick Sydmanchuriska järnvägen en ännu mer central betydelse för de japanska intressena i Nordkina. Som en följd av det andra kinesisk-japanska kriget upplöstes den särskilda järnvägszonen den 5 november 1937.
Efter operation augustistorm och det japanska nederlaget i andra världskriget i augusti 1945 upplöstes järnvägsföretaget och järnvägen överlämnades till Republiken Kina.